# Pavlo Rozlač
Pavlo Ivanovyč Rozlač (in ucraino Павло́ Іва́нович Розлач?; nome di battaglia "Ведмідь", "Orso"; Černihiv, 2 gennaio 1988) è un militare ucraino, veterano della guerra del Donbass e successivamente comandante dell'82ª Brigata d'assalto aereo e dell'80ª Brigata d'assalto aereo durante l'invasione russa dell'Ucraina del 2022.
Nell'ottobre 2022 è stato inserito nella lista dei 25 militari più influenti delle Forze armate ucraine.

## Biografia
Dopo aver studiato nel liceo militare di Černihiv, sua città natale, Rozlač si è iscritto all'Accademia nazionale delle Forze terrestri di Leopoli, laureandosi nel 2009. Ha quindi iniziato a prestare servizio come comandante della 4ª Compagnia della 95ª Brigata d'assalto aereo.
A partire dall'aprile 2014 Rozlač ha preso parte alla guerra del Donbass, combattendo per la difesa dell'aeroporto di Donec'k e durante la liberazione di Torec'k. Il 3 ottobre è stato ferito nella battaglia di Pisky. Nel 2015 è stato promosso a comandante di battaglione della 95ª Brigata, ottenendo alcuni successi contro le forze separatiste nei pressi di Avdiïvka. Nel 2019 si è congedato ed è entrato nella riserva.
In concomitanza con l'invasione russa dell'Ucraina, nel febbraio 2022 Rozlač è tornato in servizio al comando del 3º Gruppo tattico di battaglione dell'80ª Brigata d'assalto aereo, contribuendo alla difesa di Mykolaïv durante le prime settimane del conflitto. Nel 2023 la sua unità è stata impiegata come base per la creazione dell'82ª Brigata d'assalto aereo, della quale è stato nominato comandante e che ha guidato durante la controffensiva ucraina nella regione di Zaporižžja. Nel luglio 2024 è stato riassegnato come comandante dell'80ª Brigata d'assalto aereo. L'8 maggio 2025 è stato insignito dal presidente ucraino Volodymyr Zelens'kyj del titolo di Eroe dell'Ucraina, la più alta onorificenza del paese. Successivamente è stato nominato vice comandante del neo costituito 8º Corpo d'assalto aereo.